# Jacobi-Vermutung
|  | Dieser Artikel wurde auf der Qualitätssicherungsseite des Portals Mathematik eingetragen. Dies geschieht, um die Qualität der Artikel aus dem Themengebiet Mathematik auf ein akzeptables Niveau zu bringen. Bitte hilf mit, die Mängel dieses Artikels zu beseitigen, und beteilige dich bitte an der Diskussion! (Artikel eintragen) |

In der Mathematik ist die Jacobi-Vermutung ein ungelöstes Problem über Polynome in mehreren Veränderlichen. Sie besagt, dass eine Polynomfunktion von einem {\displaystyle n}-dimensionalen Raum in sich, deren Jacobideterminante einen konstanten und von null verschiedenen Wert hat, eine polynomiale Umkehrfunktion besitzt. Die Vermutung wurde erstmals 1939 von Ott-Heinrich Keller aufgestellt und von Shreeram Abhyankar als ein Beispiel für eine schwierige Frage in der algebraischen Geometrie, die auch mit wenig Kenntnissen der Differentialrechnung verstanden werden kann, weiter verbreitet.
Die Jacobi-Vermutung ist für eine große Anzahl schlussendlich falscher Beweise bekannt. Stand 2018 gibt es keine plausiblen Behauptungen, die Vermutung bewiesen zu haben. Selbst der Fall mit zwei Veränderlichen ist offen. Es sind derzeit keine überzeugenden Gründe bekannt, warum diese Vermutung wahr sein sollte, und laut van den Essen könnte sie für große Anzahlen von Veränderlichen falsch sein, aber auch dafür gibt es keine überzeugenden Gründe. Die Jacobi-Vermutung ist Nummer 16 in Smales Liste von mathematischen Problemen für das nächste Jahrhundert.

## Jacobideterminante
Für eine feste ganze Zahl {\displaystyle N>1} betrachte Polynome {\displaystyle f_{1},\ldots ,f_{N}} in den Variablen {\displaystyle X_{1},\ldots ,X_{N}} mit Koeffizienten in einem Körper {\displaystyle k}. Dann definiert
{\displaystyle F(X_{1},\ldots ,X_{N})=(f_{1}(X_{1},\ldots ,X_{N}),\ldots ,f_{N}(X_{1},\ldots ,X_{N}))}
wir eine vektorwertige Funktion {\displaystyle F:k^{N}\rightarrow k^{N}}.
Jede auf diese Weise entstehende Abbildung {\displaystyle F:k^{N}\rightarrow k^{N}} wird als Polynomabbildung bezeichnet.
Die Jacobideterminante {\displaystyle J_{F}} von {\displaystyle F} wird als Determinante der Jacobimatrix definiert:
{\displaystyle J_{F}=\left|{\begin{matrix}{\frac {\partial f_{1}}{\partial X_{1}}}&\cdots &{\frac {\partial f_{1}}{\partial X_{N}}}\\\vdots &\ddots &\vdots \\{\frac {\partial f_{N}}{\partial X_{1}}}&\cdots &{\frac {\partial f_{N}}{\partial X_{N}}}\end{matrix}}\right|},
dann ist {\displaystyle J_{F}} selbst eine Polynomfunktion der {\displaystyle N} Variablen {\displaystyle X_{1},\ldots ,X_{N}}.

## Formulierung der Vermutung
Aus der mehrdimensionalen Kettenregel folgt, dass wenn {\displaystyle F} eine polynomiale Umkehrfunktion {\displaystyle G:k^{N}\rightarrow k^{N}} hat, dann {\displaystyle J_{F}} eine polynomiale Umkehrung besitzt, also eine Konstante ungleich Null sein muss. Die Jacobi-Vermutung ist die folgende partielle Umkehrung:
Der Körper {\displaystyle k} habe Charakteristik 0. Wenn {\displaystyle J_{F}} eine Konstante ungleich Null ist, dann besitzt {\displaystyle F} eine Umkehrfunktion {\displaystyle G:k^{N}\rightarrow k^{N}}, die ebenfalls Polynomabbildung ist.
Laut van den Essen wurde das Problem erstmals von Keller im Jahr 1939 für den Fall von zwei Variablen und ganzzahligen Koeffizienten formuliert.
Die Jacobi-Vermutung scheitert für Charakteristik {\displaystyle p>0} hat, selbst für eine Variable. Die Charakteristik eines Körpers muss, wenn sie nicht null ist, eine Primzahl {\displaystyle p} sein. Das Polynom {\displaystyle x-x^{p}} hat die Ableitung {\displaystyle 1-px^{p-1}}, die wegen {\displaystyle px=0} konstant 1 ist, aber es hat keine Umkehrfunktion. Allerdings schlug Kossivi Adjamagbo vor, die Jacobi-Vermutung auf Charakteristiken {\displaystyle p>0} derart zu erweitern, dass man zusätzlich voraussetzt, dass {\displaystyle p} nicht den Grad der Körpererweiterung {\displaystyle k(X)/k(F)}  teilt.
Die Existenz einer polynomiellen Umkehrfunktion ist offensichtlich, wenn {\displaystyle F} nur aus linearen Funktionen besteht, denn dann wird die Umkehrfunktion auch von dieser Gestalt sein. Ein einfaches nichtlineares Beispiel ist 
{\displaystyle u=x^{2}+y+x}
{\displaystyle v=x^{2}+y},
sodass sich für die Jacobideterminante
{\displaystyle J_{F}=\left|{\begin{matrix}1+2x&1\\2x&1\end{matrix}}\right|=(1+2x)\cdot 1-1\cdot 2x=1}
ergibt. In diesem Fall existiert die gewünschte Umkehrfunktion, denn obige Gleichungen kann man leicht nach {\displaystyle x} und {\displaystyle y} auflösen:
{\displaystyle x=u-v}
{\displaystyle y=v-(u-v)^{2}.}
Aber wenn wir {\displaystyle F} nur leicht abändern zu
{\displaystyle u=2x^{2}+y}
{\displaystyle v=x^{2}+y}
dann ist die Determinante
{\displaystyle J_{F}=\left|{\begin{matrix}4x&1\\2x&1\end{matrix}}\right|=4x\cdot 1-2x\cdot 1=2x,}
nicht konstant, das heißt die Voraussetzung aus der Jacobi-Vermutung trifft nicht zu. Die Funktion hat zwar immer noch eine Umkehrfunktion:
{\displaystyle x={\sqrt {u-v}}}
{\displaystyle y=2v-u,}
aber der Ausdruck ist offensichtlich keine Polynomabbildung.
Die Bedingung {\displaystyle J_{F}\neq 0} ist mit dem Satz über die Umkehrfunktion in der mehrdimensionalen Analysis verbunden. In der Tat existiert für glatte Funktionen (und somit insbesondere für Polynome) an jedem Punkt, an dem {\displaystyle J_{F}} ungleich null ist, eine glatte lokale Umkehrfunktion. Zum Beispiel hat die Abbildung {\displaystyle x\rightarrow x+x^{3}} eine glatte (sogar globale) Umkehrfunktion, aber die Umkehrfunktion ist kein Polynom.

## Ergebnisse
Stuart Sui-Sheng Wang bewies die Jacobi-Vermutung für Polynome vom Grad 2. Hyman Bass, Edwin Connell und David Wright zeigten, dass der allgemeine Fall aus dem Spezialfall folgt, bei dem die Polynome vom Grad 3 sind, oder noch genauer, vom kubisch homogenen Typ, was bedeutet, dass sie die Form
{\displaystyle F=(X_{1}+H_{1},\ldots ,X_{n}+H_{n})} haben, wobei jedes {\displaystyle H_{i}} entweder null oder ein homogenes Polynom vom Grad 3 ist. Ludwik Drużkowski zeigte, dass man weiter annehmen kann, dass die Abbildung vom kubisch linearen Typ ist, was bedeutet, dass die von null verschiedenen {\displaystyle H_{i}} Kuben homogener linearer Polynome sind. Es scheint, dass Drużkowskis Reduktion der derzeit vielversprechendste Weg ist. Diese Reduktionen führen zusätzliche Variablen ein und sind daher für festes {\displaystyle N} nicht anwendbar.
Edwin Connell und Lou van den Dries zeigten, dass, wenn die Jacobi-Vermutung falsch ist, auch ein Gegenbeispiel mit ganzzahligen Koeffizienten und Jacobideterminante 1 existieren muss. Folglich ist die Jacobi-Vermutung entweder für alle Körper der Charakteristik 0 wahr oder für keinen. Für eine feste Dimension {\displaystyle N} ist sie wahr, wenn sie für mindestens einen algebraisch abgeschlossenen Körper der Charakteristik 0 gilt.
Sei {\displaystyle k[X]} der Polynomring {\displaystyle k[X_{1},\ldots ,X_{n}]} und {\displaystyle k[F]} die {\displaystyle k}-Unteralgebra, die von
{\displaystyle f_{1},\ldots ,f_{n}} erzeugt wird. Für ein gegebenes {\displaystyle F} ist die Jacobi-Vermutung genau dann wahr, wenn {\displaystyle k[X]=k[F]}.
Keller (1939) bewies den birationalen Fall, das heißt, wenn die beiden Körper {\displaystyle k(X)} und {\displaystyle k(F)} gleich sind. Der Fall, in dem {\displaystyle k(X)} eine Galoiserweiterung von {\displaystyle k(F)} ist, wurde von Andrew Campbell für komplexe Abbildungen, im Allgemeinen von Michael Razar bewiesen und davon unabhängig auch von David Wright. Tzuong-Tsieng Moh überprüfte die Vermutung für Polynome vom Grad höchstens 100 in zwei Variablen.
Michiel de Bondt und Arno van den Essen und Ludwik Drużkowski zeigten unabhängig voneinander, dass es ausreicht, die Jacobi-Vermutung für komplexe Abbildungen vom kubisch homogenen Typ mit symmetrischer Jacobi-Matrix zu beweisen, und zeigten weiter, dass die Vermutung für Abbildungen vom kubisch linearen Typ mit symmetrischer Jacobimatrix über jedem Körper der Charakteristik 0 gilt.
Die starke reelle Jacobi-Vermutung besagt, dass eine reelle Polynomabbildung mit überall nichtverschwindender Jacobideterminante eine glatte globale Umkehrfunktion hat. Das ist äquivalent zur Frage, ob eine solche Abbildung topologisch eine eigentliche Abbildung ist, in welchem Fall sie eine Überlagerung einer einfach zusammenhängenden Mannigfaltigkeit und daher invertierbar ist. Sergey Pinchuk konstruierte zweidimensionale Gegenbeispiele vom Gesamtgrad 35 und höher.
Es ist bekannt, dass die Dixmier-Vermutung die Jacobi-Vermutung impliziert. Umgekehrt wurde von Yoshifumi Tsuchimoto und unabhängig davon von Alexei Belov-Kanel und Maxim Kontsevich gezeigt, dass die Jacobi-Vermutung für {\displaystyle 2N} Variablen die Dixmier-Vermutung in {\displaystyle N} Dimensionen impliziert. Ein in sich geschlossener und rein algebraischer Beweis dieser letzten Implikation wurde auch von Kossivi Adjamagbo und Arno van den Essen gegeben, die in derselben Arbeit auch bewiesen, dass diese beiden Vermutungen äquivalent zur Poisson-Vermutung sind.